# Pasiphaea arabica
Pasiphaea arabica is een garnalensoort uit de familie van de Pasiphaeidae. De wetenschappelijke naam van de soort is voor het eerst geldig gepubliceerd in 1997 door Timofeev.